# کانتون (کارولینای شمالی)
کانتون (به انگلیسی: Canton) شهری در ایالت کارولینای شمالی کشور ایالات متحده آمریکا است که جمعیت آن در سرشماری سال ۲۰۱۰ میلادی، ۴٬۲۲۷ نفر بوده‌است.